# Prapreče (Žužemberk, Slovenija)
Prapreče je naselje u slovenskoj Općini Žužemberku. Prapreče se nalazi u pokrajini Dolenjskoj i statističkoj regiji Jugoistočnoj Sloveniji. 

## Stanovništvo
Prema popisu stanovništva iz 2002. godine naselje je imalo 75 stanovnika.